# La Endiablada

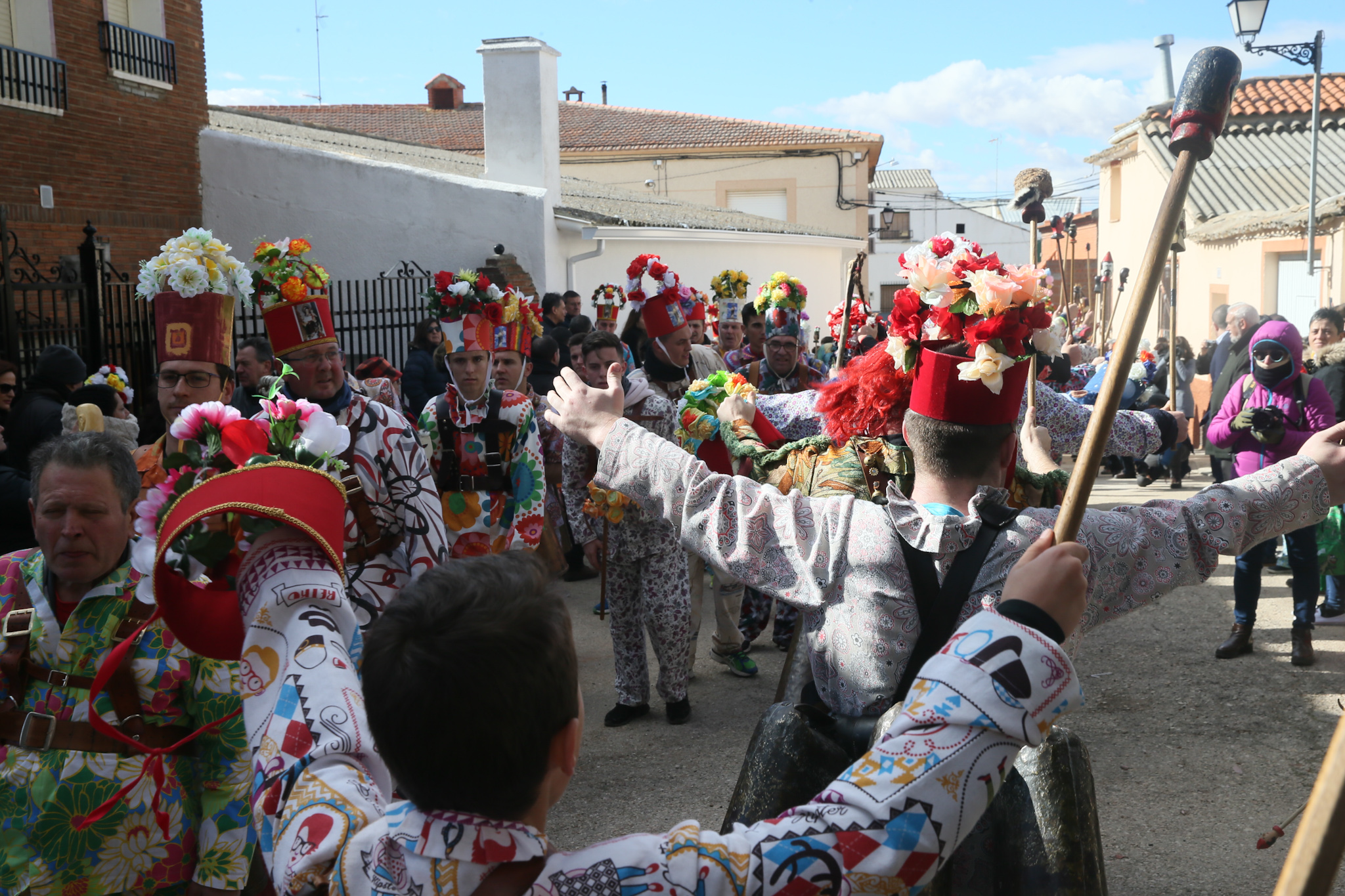
Fiesta de La Endiablada por una calle de Almonacid del Marquesado

La Endiablada es el nombre dado a una manifestación festiva de tradición inmemorial celebrada en Almonacid del Marquesado, provincia de Cuenca, durante los días 1, 2 y 3 de febrero en honor a la Virgen Candelaria y San Blas. Durante estos tres días, aproximadamente 130 "diablos", ataviados con trajes de llamativos colores y grandes cencerros colgados a la espalda, recorren las calles del pueblo, y sacan en procesión a los Santos, dedicándoles danzas y saltos. Esta fiesta está declarada de interés turístico nacional[cita requerida].

## Origen
Muy poco ha quedado escrito acerca del origen de esta peculiar tradición, pues los documentos guardados en el Ayuntamiento fueron destruidos en un incendio durante la guerra civil española. La referencia más antigua es un documento encontrado en el archivo municipal de Almonacid, en el que se detallan las "comedias, sermones y bailes" que tuvieron lugar en Almonacid durante la festividad de San Blas, en 1633. Hay referencias a bailarines y disfraces de diablos.
La tradición oral nos cuenta dos historias paralelas para explicar el origen de los diablos de Almonacid, según se refiera a La Candelaria o a San Blas:
En cuanto a la Virgen, la necesidad de presentar a Jesús niño en el templo causó en María vergüenza por las gentes que pudieran observarla, pues no conocía varón. Y es aquí donde encuentran su lugar los diablos que, con su ruido de cencerros y extraña vestimenta, atraerían la atención del público, librando así a la Virgen de las miradas maliciosas de los demás.
Para San Blas existe otra explicación totalmente distinta: unos pastores encontraron la imagen de San Blas enterrada en el paraje de Los Majanares, surgiendo una disputa con el vecino municipio de Puebla de Almenara, que el santo resolvió milagrosamente a favor de Almonacid. La alegría de los pastores por estos hechos se plasmó en el sonar de los cencerros de sus ganados, que colgaron a sus espaldas. Para lavar la cara del santo utilizaron aguardiente, lo único que tenían a mano, hecho que aún se rememora cada año.
En realidad, ambas historias son ciertas. La Candelaria se celebra el 2 de febrero y la fiesta de San Blas se celebra el tres de febrero.

## Indumentaria

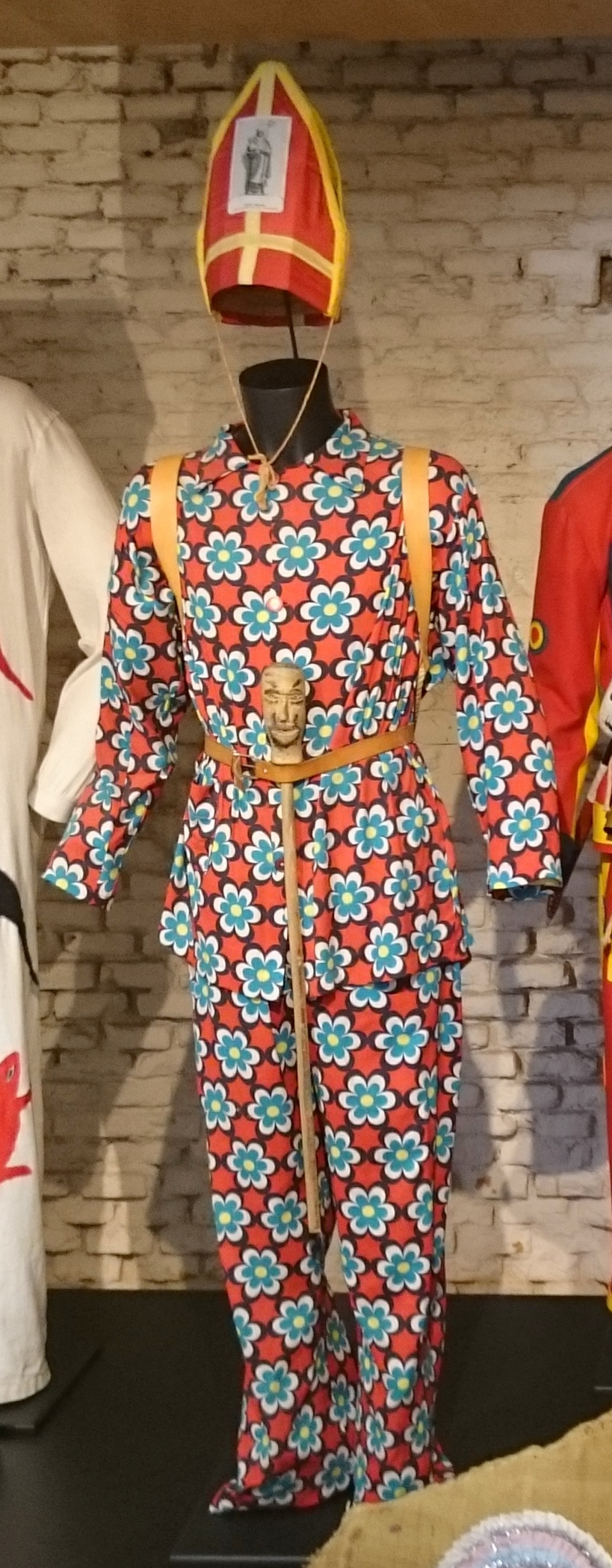
Traje de diablo para la Endiablada de Almonacid del Marquesado.

Los diablos guardan, todos, una uniformidad homogénea consistente en:
- Traje: se utilizan trajes de llamativos colores, muchos de ellos con motivos florales, de confección artesanal. Todos los trajes son distintos, pero, dentro de esta diversidad, se aprecia una extraña unidad de conjunto, resultando un colorido excepcional.
- Cencerros: son los auténticos protagonistas de las fiestas. Normalmente se llevan tres de gran tamaño, aunque el número y magnitud de los mismos dependen de las fuerzas y disposición de cada uno. Están colgados a la espalda mediante correas de cuero, formando lo que se denomina "sartas" (de ensartar). Los diablos los hacen sonar pausadamente durante su caminar, y de forma frenética y vehemente durante sus danzas.
-Tocado: los diablos llevan un gorro adornado con flores en su parte superior durante el día 1 y hasta la tarde del día 2 de febrero, durante la festividad de La Candelaria. A partir de aquí se cambia por una mitra, de color rojo con ribetes amarillos, en recuerdo de San Blas, que fue obispo de Sebaste.
-Porra: la "porra" consiste en una especie de cetro, con un palo alargado en cuyo extremo se coloca una cabeza o figura, muchas veces deforme o monstruosa. La porra se levanta durante las danzas a los Santos.
-Careta: en la antigüedad, todos los diablos llevaban una careta con caracterizaciones horrendas. En la actualidad esta costumbre ha caído en desuso, aunque aún hay algunos que la llevan.

## Pertenencia a la hermandad
Para pertenecer a la hermandad de los diablos, es necesario ser varón e hijo del pueblo de Almonacid. Si se cumplen estos requisitos, únicamente se ha de solicitar la entrada al "diablo mayor", que es el jefe indiscutible de la hermandad, ocupando dicho cargo aquel diablo que lo haya sido durante más tiempo de forma ininterrumpida. También es necesario pagar una cantidad de dinero en metálico. La hermandad de los diablos tiene un régimen interno estricto, siendo necesario guardad las normas tradicionales, indumentaria e indicaciones del diablo mayor, que tiene la potestad de imponer multas e incluso de expulsar de la endiablada a quien considere por faltas graves.

## Otras endiabladas
En El Hito, a unos 5 km de Almonacid del Marquesado, existe otra endiablada de similares características. El número de diablos es más reducido (unos 20), y salen en varias fechas del calendario festivo local, como en las Villas Viejas, donde los diablos, junto con el pueblo, marchan en romería hacia este lugar, que es la antigua ciudad celtibérica de Contrebia Carbica.

## Estudios y documentales sobre la Endiablada
A partir de la visita y el estudio de Julio Caro Baroja sobre la Endiablada, realizado a principios de los años 60, han sido múltiples las personalidades del mundo académico que se han interesado por esta manifestación tradicional. El propio Julio Caro Baroja colaboró en un documental dirigido por su hermano Pío, realizado para el NODO, y titulado "Los diablos danzantes de Almonacid del Marquesado". En el año 2004 se celebraron en Almonacid unas jornadas universitarias en torno a la Endiablada, cuyo contenido ha sido publicado recientemente por la Universidad de Castilla-La Mancha.